# Gabrovica pri Komnu
Gabrovica pri Komnu – wieś w Słowenii, w gminie Komen. W 2018 roku liczyła 123 mieszkańców.